# Virgil Duda
Virgil Duda (n. Rubin Leibovici, n. 25 februarie 1939, Bârlad, Tutova, România – d. 5 septembrie 2017, Tel Aviv, Israel) a fost un romancier și eseist.

## Biografie
A absolvit Facultatea de Drept din București în anul 1960. A fost consilier juridic la Rafinăria Teleajen din Ploiești (1961-1970), redactor de scenarii și producător delegat la Studioul Cinematografic București (1970-1987).
Având înclinații spre literatură și stimulat de fratele său, scriitorul și criticul literar Lucian Raicu, debutează în literatură la „Gazeta literară”, în 1964, cu schița „Un sentiment”. A colaborat la numeroase periodice literare din capitală și provincie, cu schițe, recenzii și articole, fiind și autorul unor romane care s-au bucurat de o bună apreciere a criticii literare.
S-a stabilit în Israel  cu familia în 1988. A fost bibliotecar, apoi redactor la ziarele în limba română Viața noastră din  Tel Aviv și Ultima oră (1989-2004).
A fost fratele criticului literar Lucian Raicu.
A murit pe 2 septembrie 2017 la spitalul Wolfson. Urna de cenușă al lui V.Duda a fost luată  de  fiica lui  la Marietta G.A.

## Volume publicate
- Povestiri din provincie - (1967)
- Catedrala - (1969)
- Anchetatorul apatic - (1972)
- Deruta - (1973)
- Al doilea pasaj - (1975)
- Cora - (1977)
- Măștile - (1979)
- Războiul amintirilor - (1981)
- Hărțuiala - (1984)
- Oglinda salvată - (1986)
- România, sfârșit de Decembrie - (1991)
- Alvis și destinul - (1993)
- A trăi în păcat - (1996)
- Viață cu efect întîrziat - (1999)
- Șase femei - (2002)
- Evreul ca simbol - (2004)
- Despărțirea de Ierusalim - (2005)
- Ultimele iubiri - (2008)[7]
- Un cetățean al lumii - (2010)

## Filmografie

### Producător delegat/Redactor
- Săgeata căpitanului Ion (1972)
- Dincolo de nisipuri (1974)
- Orașul văzut de sus (1975)
- Trei zile și trei nopți (1976)
- Serenadă pentru etajul XII (1976)
- Doctorul Poenaru (1978)
- Înainte de tăcere (1978)
- Al patrulea stol (1979)
- Stop cadru la masă (1980)
- Înghițitorul de săbii (1982)
- Ochi de urs (1983)
- La capătul liniei (1983)
- Prea cald pentru luna mai (1984)
- Lișca (1984)
- Sosesc păsările călătoare (1985)
- Furtună în Pacific (1986)
- Un oaspete la cină (1986)

## Premii
- Premiul Uniunii Tineretului Comunist - 1972
- Premiul Asociației Scriitorilor din București - 1979
- Premiul Uniunii Scriitorilor din Romania - 1981
- Premiul Organizatiei Sioniste Mondiale pentru intreaga opera - 1993
- Premiul Clubului Arcadia din Tel Aviv - 1994
- Premiul Sion al Asociației scriitorilor israelieni de limbă română - 1999
- Premiul "Sebastian Costin" al Cercului cultural din Ierusalim - 2001
- Premiul Asociației scriitorilor din București - 2003
- Nominalizat pentru premiul Uniunii scriitorilor din România - 2005[8]
- Nominalizat pentru premiul Prometheus - 2008